# Giovanni Silva de Oliveira
Giovanni Silva de Oliveira, meglio noto solo come Giovanni (Abaetetuba, 4 febbraio 1972), è un ex calciatore brasiliano, di ruolo attaccante.
Con la Nazionale brasiliana si è laureato vicecampione del mondo nel 1998.

## Carriera

### Club
Inizia a giocare a livello professionistico nel 1989 in Brasile nel Tuna Luso e successivamente veste le maglie di Sãocarlense e Santos. Dal 1996 al 1999 disputa tre stagioni con il Barcellona, totalizzando 18 reti in 68 partite. Nel 1999 si trasferisce all'Olympiakos, dove gioca per sei stagioni prima di ritornare al Santos. Seguono due esperienza nell'Al-Hilal e nell'Ethnikos, prima del ritorno in Brasile allo Sport Recife. Nel 2010 ha chiuso la carriera dopo un periodo al Santos.

### Nazionale
In Nazionale debuttò nel 1993 e da allora ha giocato 20 partite segnando 6 gol. Fu presente al campionato del mondo 1998, perso in finale contro la Francia, e alla Copa América 1997, vinta dal Brasile.

## Palmarès

### Club

#### Competizioni statali
- Campionato Paraense: 1

Remo: 1993
- Campionato paulista: 1

Santos: 2006
- Campionato Pernambucano: 1

Sport: 2008

#### Competizioni nazionali
- Supercoppa di Spagna: 1

Barcellona: 1996
- Coppa di Spagna: 2

Barcellona: 1996-1997, 1997-1998
- Campionato spagnolo: 2

Barcellona: 1997-1998, 1998-1999
- Campionato greco: 5

Olympiakos: 1999-2000, 2000-2001, 2001-2002, 2002-2003, 2004-2005
- Coppa di Grecia: 1

Olympiakos: 2004-2005
- Coppa del Brasile: 1

Sport: 2008

#### Competizioni internazionali
- Coppa delle Coppe: 1

Barcellona: 1996-1997
- Supercoppa UEFA: 1

Barcellona: 1997

### Nazionale
- Coppa America: 1

Bolivia 1997

### Individuale
- Bola de Ouro: 1

1995
- Miglior straniero del campionato greco: 1

2000
- Capocannoniere dell'Alpha Ethniki: 1

2003-2004 (21 gol)